# Hannah Arendt
Hannah Arendt (Linden bij Hannover, 14 oktober 1906 – New York, 4 december 1975) was een Duits-Amerikaans Joods filosofe en politiek denker, die uit Duitsland vluchtte voor het nationaalsocialisme en de Jodenvervolging en zich met name verdiepte in totalitaire politieke systemen. Aanvankelijk schreef zij in het Duits, later vooral in het Engels.

## Levensloop

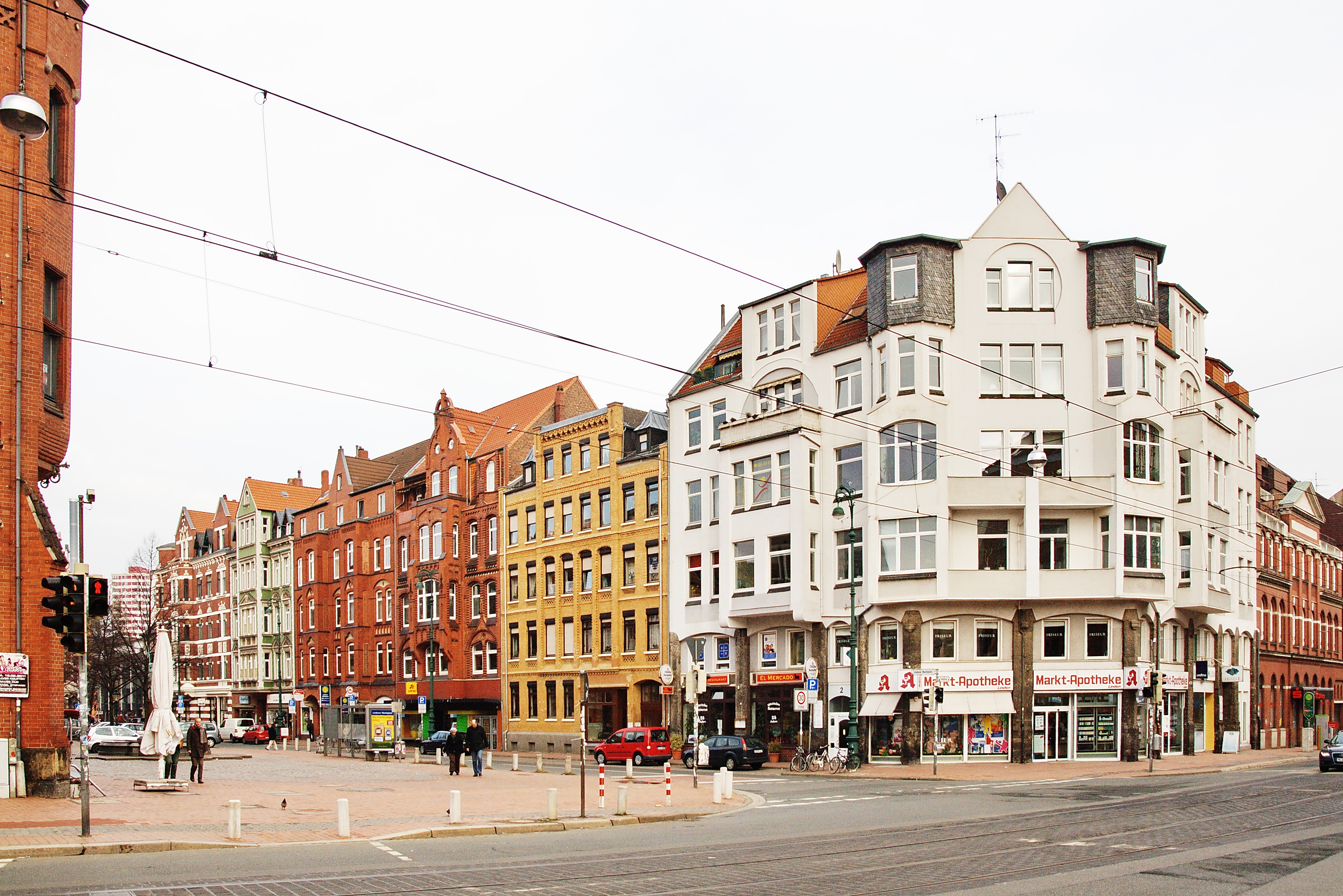
Het geboortehuis van Hannah Arendt

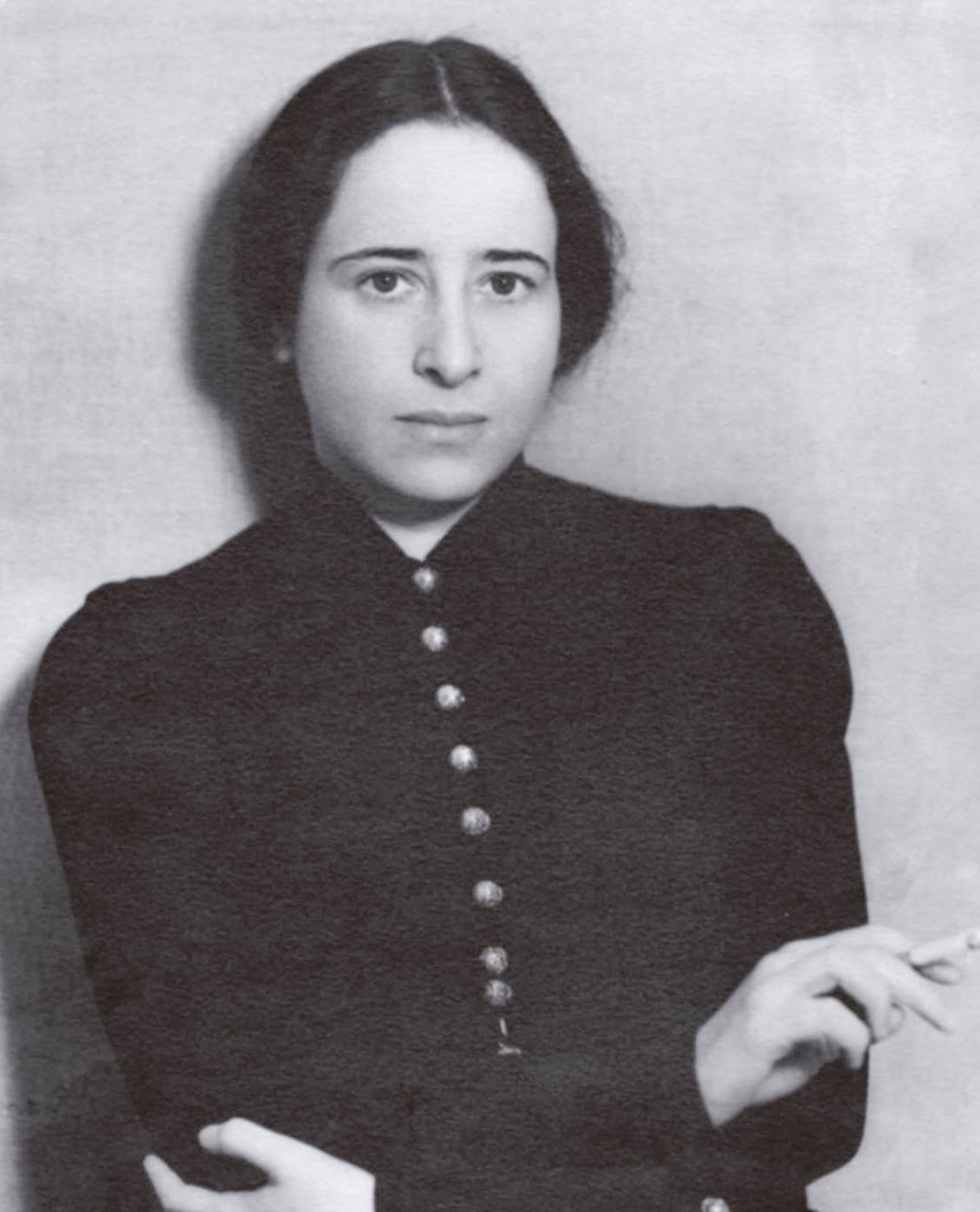
Hannah Arendt in 1933

### Kinderjaren
Arendt werd op 14 oktober 1906 geboren in Linden bij Hannover. Haar ouders waren Paul Arendt en Martha Cohn. In 1910 verhuisde de familie naar het Oost-Pruisische Koningsbergen, een oude Hanzestad aan de Oostzee en de geboorte- en enige woonplaats van de filosoof Immanuel Kant (1724-1804). Haar vader en grootvader overleden kort na elkaar in 1913. In 1914 vluchtte het gezin naar Berlijn uit vrees voor de in aantocht zijnde Russische troepen. Na een paar weken keerden zij terug naar huis. In Berlijn, nabij het Denkmal für die ermordeten Juden Europas met de 2711 betonblokken, is een straat naar haar vernoemd: de Hannah-Arendt-Straße.

### Studentenjaren
In 1924 startte ze haar studie filosofie en theologie in Berlijn. Ze zette haar studie voort in Marburg bij Martin Heidegger. De sofist van Plato was het onderwerp van het werkcollege. Op 10 februari 1925 kreeg zij de eerste brief van Heidegger, de start van een liefdesrelatie die ongeveer een jaar duurde. In de herfst maakte zij kennis met Hans Jonas. Hierop volgde een semester college in Freiburg bij Edmund Husserl, de grondlegger van de fenomenologie. Bij Karl Jaspers in Heidelberg schreef ze in 1929 haar proefschrift Der Liebesbegriff bei Augustin (Het liefdesbegrip bij Augustinus). In 1929 trouwde zij met Günther Stern (pseudoniem: Günther Anders) uit Frankfurt am Main. Arendt kreeg een beurs en begon aan een biografie over de Duits-Joodse romantische schrijfster Rahel Varnhagen die ze pas in 1951 zou publiceren. Ze onderhield contact met de zionist Kurt Blumenfeld.

### Jonge vrouw
Als Joodse was ze actief in de zionistische politiek en verliet ze in 1933 noodgedwongen Duitsland na een arrestatie door de Gestapo en haar achtdaags verblijf in de gevangenis. Ze vluchtte naar Parijs, waar ze ontmoetingen had met Raymond Aron, Alexandre Koyré, Albert Camus en Jean-Paul Sartre. Ze volgde colleges bij de politieke filosoof Alexandre Kojève. In 1934 startte zij haar vriendschap met Walter Benjamin. Van 1935 tot 1938 werkte ze voor Aliyah des Jeunes, een zionistische organisatie die kinderen van Joodse vluchtelingen naar het Britse mandaatgebied Palestina hielp uitwijken. Ze ondernam haar eerste reis naar het Britse mandaatgebied Palestina. In het voorjaar 1936 maakte zij kennis met Heinrich Blücher. In 1937 scheidde zij officieel van Günther Stern. In 1940 trouwde zij met Heinrich Blücher. In mei 1940 vielen de Duitsers Frankrijk binnen. Als stateloze van Duitse afkomst werd Arendt als potentieel vijandig gezien en door de Franse autoriteiten gedurende enkele weken geïnterneerd, eerst in een wielerstadion in Parijs en dan in Gurs, Zuid-Frankrijk. Na haar ontsnapping vond ze per toeval haar nieuwe man terug.

### New York
In 1941 vertrok zij naar New York en werkte daar tot 1945 mee aan het Duitstalige Joodse weekblad Aufbau. In Amerika ontwikkelde ze de inzichten die haar bekend zouden maken. Ze was toen nog steeds bevriend met Jaspers. In 1944 werkte Arendt als commissielid van de Organisatie voor Europese Joodse Culturele Wederopbouw en in 1948 nam zij de dagelijkse leiding op zich. In 1946 was Arendt lector bij de uitgeverij Salman Schocken in New York. Zij werkte mee aan de uitgave van de Engelse vertaling van het verzameld werk van Franz Kafka, waaronder het dagboek van Kafka.
In november 1949 keerde zij voor het eerst na de oorlog terug naar Europa in het kader van haar werk voor de Joodse culturele wederopbouw met een bezoek aan Karl en Gertrud Jaspers in Bazel. In 1950 bezocht zij Heidegger in Freiburg na de opheffing van zijn doceerverbod. De verschijning van haar driedelig werk The Origins of Totalitarianism (1951), waarin ze het woord zijn hedendaagse betekenis gaf,   maakte haar bekend bij het grote publiek. In hetzelfde jaar verwierven Arendt en Blücher het Amerikaanse staatsburgerschap na 18 jaar stateloosheid. Haar academische carrière in de VS kwam op gang met lezingen in Princeton, Berkeley, Columbia, Harvard en Notre Dame University in Indiana.
In de Verenigde Staten werd vanaf het midden van de jaren vijftig de rassensegregatie in de zuidelijke staten een nationale kwestie. Arendt publiceerde een artikel naar aanleiding van het sturen van federale troepen door president Eisenhower naar Little Rock, Arkansas, na gewelddadige incidenten op een middelbare school die geen zwarte leerlingen wilde toelaten. In 1958 verscheen haar werk Vita activa. De mens: bestaan en bestemming en Rahel Varnhagen. Het jaar daarop maakte zij meerdere studiereizen door Europa en ontving de Lessing-prijs van de stad Hamburg. In 1961 verscheen Between Past and Future.

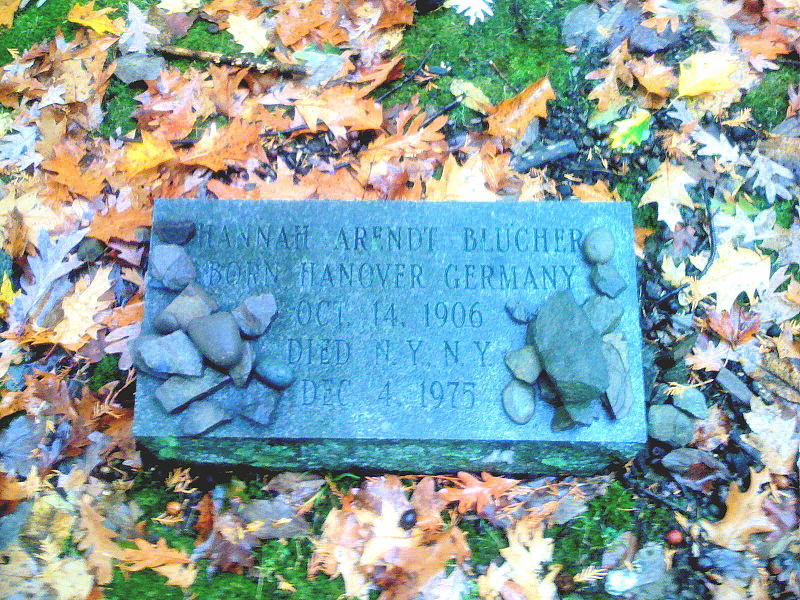
Grafsteen van Arendt

In Jeruzalem startte op 11 april 1961 het Eichmann-proces, dat Arendt als journaliste nauwgezet volgde. Eind december van dat jaar werd het doodvonnis uitgesproken. In 1963 verscheen van haar hand Eichmann in Jeruzalem en twee jaar later Over revolutie. Ze werd hoogleraar aan de University of Chicago en bleef dat tot 1968. Daarna werd zij hoogleraar aan de New School for Social Research in New York tot aan haar dood in 1975. In 1970 gaf zij dertien lezingen over de politieke filosofie van Immanuel Kant. Na het overlijden van haar man Heinrich Blücher in 1970 en van haar vriend Jaspers wijdde ze zich volledig aan de filosofie. Op 18 april 1975 ontving Arendt in Kopenhagen de Sonningprijs voor haar bijdrage aan de Europese beschaving. Op 12 augustus bracht ze een laatste bezoek aan Heidegger in Freiburg.
Op 4 december 1975 overleed Arendt onverwacht aan een beroerte in haar New Yorkse appartement.

## Filosofie

### Algemeen
Tegen de achtergrond van het nationaalsocialisme is Hannah Arendts filosofie vooral een denken van vrijheid in politieke zin, een denken dat echter nooit volledig academisch is. Het voortdurend samengaan van denken en oordelen vormt de rode draad in haar werk.
- Haar bekendste werk in dit opzicht is The Origins of Totalitarianism uit 1951, waarin zij de historische (achter)gronden van de totalitaire staat analyseert. Hierin komen vrijheid van het individu, concentratiekampen en de verdwijning van het verschil tussen feit en fictie aan bod.
- In 1955 verscheen Men in dark times, een bundel essays, o.a. een over de Duitse revolutionaire Rosa Luxemburg en twee over Jaspers. De titel van deze bundel was ontleend aan de openingszin van het gedicht An die nachgeborenen uit 1939 ("Wirklich, ich lebe in finsteren Zeiten!") van Bertolt Brecht, aan wie ook een van de essays was gewijd.
- In The Human Condition (1958) (Nederlandse vertaling: Vita activa. De mens: bestaan en bestemming) staat de relatie tussen handelen en politiek centraal. Waar de mens voordien meer belang hechtte aan arbeiden, werken en handelen (ontleend aan resp. ponos, poeisis, praxis), ziet Arendt in het licht van de totalitaire staat dat dat belang omgekeerd is en politiek de boventoon voert. Dit heeft enorme consequenties voor de vrijheid en het vrije denken van de mens.[1]
- Between Past and Future uit 1961 is een bundeling essays waarin ze poogt een manier te schetsen om dit vrije politieke denken te cultiveren. De gedachten in deze essays zal ze later uitwerken in The Life of the Mind (1978).
- De thema’s van denken en oordelen komen ook terug in Eichmann in Jerusalem: a Report on the Banality of Evil (1963). Ze bestudeert hier de processen van Eichmann, die de hoofdrol speelde in Hitlers Endlösungsprogramma. Het was, zo zegt Arendt, niet de aanwezigheid van kwade bedoelingen, maar de afwezigheid van kritisch denkvermogen en de kritiekloze opvolging van bevelen van hogerhand die ertoe hebben geleid dat zo veel Joden het leven verloren in de structurele vernietigingspolitiek van de nazi's.
- In The Life of the Mind, dat in 1978 postuum verscheen, analyseert ze systematisch het probleem van denken en weten. Hierin gaat het Arendt vooral om waarde en betekenis. De waarde van het denken is dat het betekenis kan geven aan bepaalde acties, situaties en ervaringen.

Het politieke denken van Arendt is beïnvloed door onder anderen Martin Heidegger, Friedrich Nietzsche, Immanuel Kant, Karl Jaspers en Aristoteles. Ze verwijst in haar werken geregeld en expliciet naar deze denkers. Omdat ze zich niet beperkte tot louter de academische filosofiebeoefening en het label 'filosoof' zelf verwierp, is evenmin aan te geven tot welke stroming ze behoort. Er zijn echter wel relaties te leggen met het werk van onder anderen Jürgen Habermas, Michel Foucault en Seyla Benhabib.

### Verschijning van het radicale Kwaad
Het bestaan van het absolute of radicale Kwaad openbaarde zich aan Arendt in het najaar 1943 toen haar de eerste berichten bereikten over het bestaan van een nieuw soort kampen in Midden-Europa. Arendt, niet op de hoogte van alle details ervan, geloofde in 1943 duidelijk dat er zich iets ongekends aan het voltrekken was. Vroegere concentratiekampen, bijvoorbeeld in de Oranje Vrijstaat en Transvaal, opgericht door de Engelsen tijdens de Boerenoorlog (1899-1902), hadden een strategisch doel en pasten in een oorlogslogica. Maar tijdens de Tweede Wereldoorlog ging het in stand houden van de Duitse kampen zelfs vaak ten koste van de eigenlijke oorlogsinspanning. Rijksminister Albert Speer vond trouwens dat hij de Joodse gevangenen beter kon inzetten in de Duitse oorlogsindustrie dan ze om te brengen in kampen. Arendt verklaarde later dat er zich bij dat plotse inzicht een gapende afgrond voor haar voeten opende. Niet de schaal van de misdaden trof haar, eerder de gehanteerde methode: het kwaad bedreven omwille van zichzelf. De ontdekking van het Kwaad, gesymboliseerd in "Auschwitz" als een ambtelijk-technologisch voltrokken genocide, werd het centrale thema in Arendts denken. Andere filosofen zoals John Rawls en Karl Popper gingen ook uit van een antitotalitaire reflex, maar zagen Auschwitz niet als een cesuur waarna het leven alleen mogelijk is bij gratie van een radicaal nieuw begin.

### Eichmann of de banaliteit van het kwaad

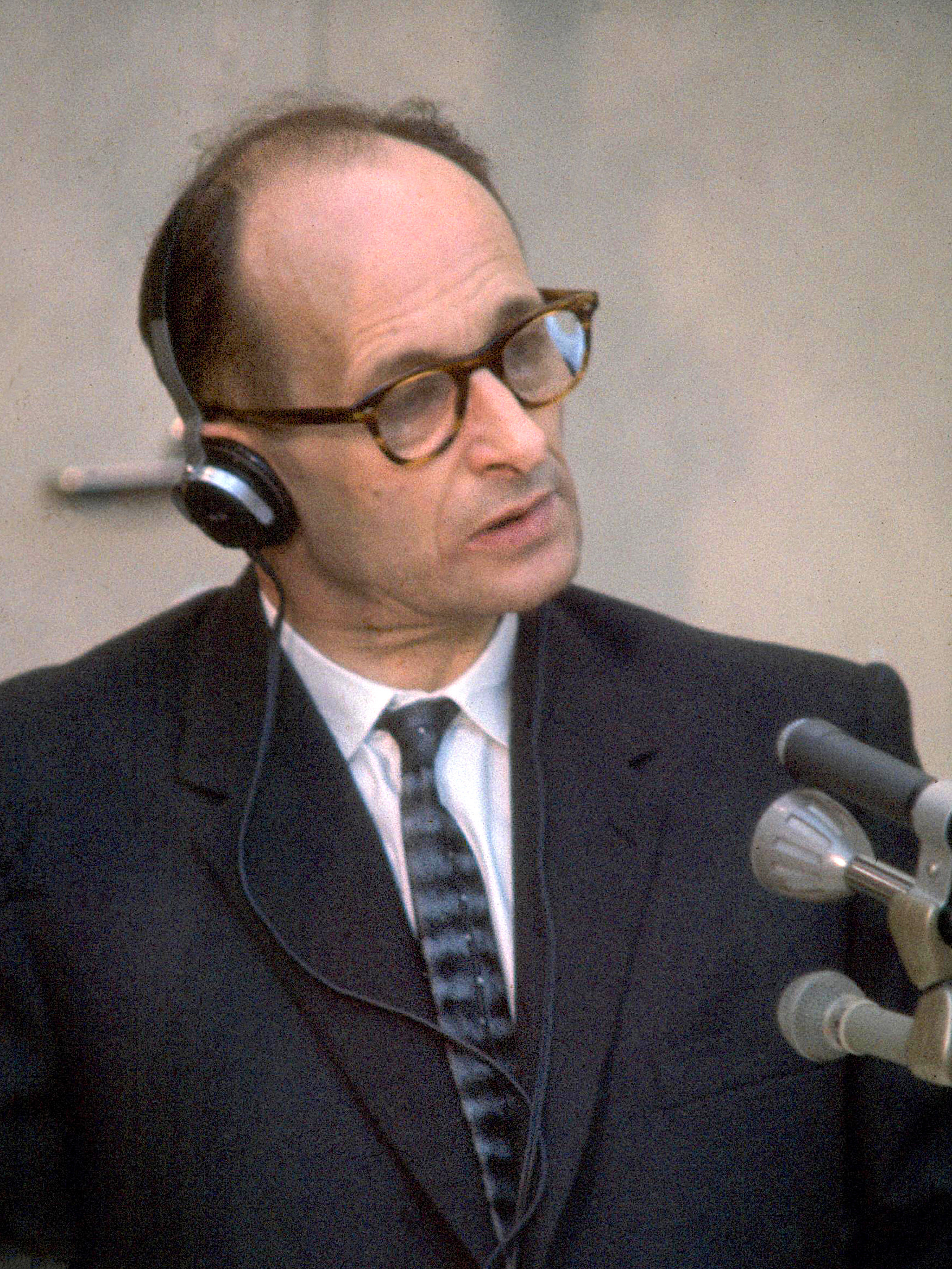
Adolf Eichmann tijdens zijn proces in 1961

Hannah Arendt bereikte het grote publiek met haar boek over het proces tegen Adolf Eichmann in 1961. In Jeruzalem was tijdens dat proces niet een of ander gruwelijk monster te zien, maar een onbetekenend mannetje (Eichmann), dat niettemin in staat bleek geweest te zijn om vele miljoenen Joden om te brengen. Zij stelde de vraag hoe een dergelijke tweederangspersoon tot zulke omvangrijke gruweldaden kon komen. In haar studie over dit proces laat ze zien, zoals ook Harry Mulisch dat al in zijn verslag van het proces-Eichmann had aangegeven, dat het kwaad iets banaals, iets raadselachtigs heeft. De Holocaust kon plaatsvinden omdat de nazi's het hele proces in stukjes hadden gebureaucratiseerd, waarbij niemand, behalve Hitler, verantwoordelijk was voor het geheel en ieder alleen maar voor een enkel klein onderdeel. Het kwaad (de Jodenmoord) krijgt dan een banaal karakter: duizenden ijverige ambtenaren die op hun deelterrein hun taak al dan niet gewillig uitvoeren. Het eindresultaat is echter wel de vernietiging van 6 miljoen mensen. Het kwaad is niet radicaal maar banaal, een optelsom van opgesplitste activiteiten.
Haar theorie is door sommigen onderstreept. Anderen hebben haar bestreden. Arendt uitte in haar boek stevige kritiek op het Openbaar Ministerie, dat voortdurend alleen maar bezig was om aan te tonen dat Eichmann, in strijd met de feiten, een grote schurk was met zeer veel invloed in het Derde Rijk. Een van de aanklagers, Gabriël Bach, heeft hierover gezegd: "Een paar dagen voor het proces arriveerde er ineens een filosofe, die alleen de getuigenissen en documenten gebruikte die in haar straatje pasten. Met ons, de aanklagers, heeft ze zelfs nooit willen spreken."
Een ander weerwoord op Arendt is te vinden in de in 2005 uitgebrachte biografie van Adolf Eichmann door David Cesarani met als titel Eichmann. De definitieve biografie.

### Arendts opvatting over democratie
Arendt gruwde van het reduceren van democratie volgens het stereotype van het Westminster-model tot de macht van het getal of de 'algemene wil van het volk'. De heerschappij van het abstracte volk was voor haar een andere vorm van tirannie.
Voor Arendt moet een gemeenschap politiek engagement kennen om als democratie te kunnen functioneren, en daarom ook ruimte bieden aan verscheidenheid, een stem geven aan eenieder, ook aan individuen en minderheden (meer aan de eersten dan aan de laatsten, want groepsdenken leidt makkelijk tot identificatie). Nochtans is algemene participatie aan het bestuur een mooi maar moeilijk te verwezenlijken ideaal. Arendt toonde zich een voorstander van “directe democratie”, maar werkte geen theorie uit hoe dit concreet te realiseren valt. Arendt koesterde het idee dat burgers spontaan moesten kunnen opkomen voor hun mening en zichzelf dan moesten verkiezen, zoals de vroegere radenrepublieken.

### Zionisme
Haar Joods zijn én filosofie (filosofie mag volgens haar nooit apolitiek zijn) bepaalden haar kijk op het historisch zionisme. In 1926 had zij Kurt Blumenfeld leren kennen, woordvoerder van de Duitse Zionistische Organisatie. Zich meer dan ooit bewust van haar Joodse roots zag zij in assimilatie een bedreiging. In 1933, wanneer de nazi’s aan de macht zijn gekomen, werkte zij in opdracht van de Duitse Zionistische Organisatie. Opgepakt door de Gestapo en weer vrijgelaten, vluchtte ze naar Parijs, waar zij in dienst van Jeugd-Aliya Joden naar het Britse mandaatgebied Palestina hielp vluchten.
In 1935 ging ze zelf naar het Britse mandaatgebied Palestina, waar ze kennismaakte met het kibboetsleven en daarvan onder de indruk raakte. Toch zag zij bij alle bewondering (voor gelijkheid en echt joods leven) de keerzijde: het heersen over je “buren”. Dat stootte haar af.
Arendt meende dat noch Herzls visie van een Joodse staat, noch de zionistische praktijk de langverhoopte oplossing zou zijn voor het eeuwenlange antisemitisme. Integendeel, het roept zelf weer antisemitisme op, omdat het geen rekening houdt met de inwoners van het land. Ze voorzag dat Israël een nieuwe oorzaak van spanning zou worden voor de Joden die in de diaspora achterbleven en dat Palestijnse Arabieren gedwongen zouden worden om te vertrekken of tweederangsburgers te zijn.
Zij brak met de Zionistische Wereld-Organisatie nadat deze in 1942 op de Biltmore-conferentie in New York pleitte voor een Joodse staat, waarin de Arabische bevolking louter minderheidsrechten zou krijgen, en het jaar daarop in de eindverklaring van haar vergadering in Atlantic City niet eens meer repte over deze plaatselijke bevolking.
In mei 1948 is haar ideaal een binationale staat, waarin Joden en Arabieren gelijke rechten hebben onder een gemeenschappelijke regering, dit na een overgangsperiode van hernieuwde bewindvoering door de VN.
Haar “vredespen” krijgt echter geen “gehoor”… Hannah Arendts zionisme is een niet-nationalistisch niet-militant zionisme: zij is voor een zionisme dat zich in dialoog invoegt in de plaatselijke bevolking. Joods zijnde en blijvend... Palestijn worden met de Palestijnen. De nationalistische weg leidt tot vervreemding van de Arabische buren dichtbij en veraf, tot oorlogen en tot (militaire) hulp zoeken elders, evenals tot vervreemding van de Joden elders in de wereld.

## Evaluatie
Hannah Arendt kon zich door haar levenslot niet beperken tot het eenzame denken van de wijsgeer. Evenmin wilde ze de geschiedenis reduceren tot een uiting van de wil. Bij haar ging het erom concrete situaties in de wereld te begrijpen en een aan de gang zijnde crisis te duiden. Arendts ideeën waren nooit populair, ze stonden altijd dwars op de tijdgeest. Vooruitgang betekende voor Arendt een historistische illusie: de sociale kwestie plaatste ze buiten de politiek en de derde wereld vond ze geen realiteit maar een ideologie. Ze kritiseerde bevrijdingsbewegingen, het progressieve feminisme en andere vormen van slachtofferisme en vreesde bij identificatie een beklemmende orthodoxie.
Politiek handelen kan volgens Arendt nooit gebaseerd worden op een afgebakende doctrine zoals socialisme, liberalisme of conservatisme, maar moet uitgaan van de menselijke pluraliteit, van de veelheid aan mogelijke gezichtspunten in een zaak. Politiek handelen is de moeilijke kunst van het oordelen (vergelijk Kant), rekening houdend met de menselijke diversiteit in een gegeven historische situatie (vergelijk Max Weber).
Arendts discours over Israël en de Verenigde Staten, over het kwaad in de wereld, over terrorisme en wereldvreemdheid, maar ook over de kracht van de democratie, heeft niets aan actualiteit ingeboet. In De ontdekking van de wereld. Over Hannah Arendt besluit Peter Venmans aldus: "Het gevaar voor inlijving van Arendts denkbeelden is niet veraf, maar haar werk is paradoxaal, weerbarstig en controversieel genoeg om allerlei actualiseringen te doorstaan."

## Citaten
That such remoteness from reality and such thoughtlessness can wreak more havoc than all the evil instincts taken together which, perhaps, are inherent in man -- that was, in fact, the lesson one could learn in Jerusalem. But it was a lesson, neither an explanation of the phenomenon nor a theory about it.
Vertaling: Dat zo'n gebrek aan werkelijkheidszin en zulke gedachteloosheid meer onheil kunnen aanrichten dan alle boze driften die, wellicht, de mens eigen zijn tezamen -- dat was de les die men in Jeruzalem kon leren. Maar het was een les, geen verklaring van het fenomeen en evenmin een theorie erover.
— Hannah Arendt Eichmann in Jerusalem. A Report on the Banality of Evil, p. 12

Waren de joden bij hun laatste gang naar de gaskamer zó verlaten, dat zelfs de plaatsbekleder van Christus op aarde zich hun lot niet aantrok?

## Film
In 2012 kwam een Duitse film in de roulatie: Hannah Arendt, onder regie van Margarethe von Trotta en met Barbara Sukowa in de hoofdrol. De film concentreert zich op de rol van Hannah Arendt in het Adolf Eichmannproces en de controverse rond het boek dat zij naar aanleiding van dat proces schreef. In die tijd werd haar boek veelal verkeerd begrepen als een verdediging van Eichmann en een aanklacht tegen de Joodse leiders (zoals die van de Joodse Raad) voor hun rol in de Holocaust. Daarnaast bevat de film flashbacks naar eerdere momenten in haar leven.

## Publicaties (selectie)
- 1929 – Der Liebesbegriff bei Augustin - Versuch einer philosophischen Interpretation (dissertatie Heidelberg). Ned. vert. Het liefdesbegrip bij Augustinus (De Nieuwe Wereld/Ten Have, Utrecht, 2022)
- 1951 – The Origins of Totalitarianism (Nederlandse vertaling van het eerste deel Antisemitisme (2021), het tweede deel Imperialisme (2022) en het derde deel Totalitarisme (2017) bij Boom, Amsterdam; ook verschenen onder de titel The Burden of Our Time)
- 1953 – The Difficulties of Understanding
- 1955 – Men in Dark Times
- 1957 – Rahel Varnhagen - The life of a Jewess
- 1958 – The Human Condition (Nederlandse vertaling: De mens - bestaan en bestemming, 1968; herziene uitgave: De menselijke conditie, Boom, Amsterdam, 2009)
- 1961 – Between Past and Future, Eight Exercises in Political Thought (Nederlandse vertaling: Tussen verleden en toekomst, Garant, Leuven, 1994)
- 1963 – Eichmann in Jerusalem: A Report on the Banality of Evil (Nederlandse vertaling: Eichmann in Jeruzalem: De banaliteit van het kwaad. Een reportage. Moussault, Amsterdam, 1969)
- 1963 – On Revolution (Nederlandse vertaling: Over Revolutie, Atlas, Amsterdam, 2004)
- 1969 – Crises of the Republic
- 1969 – On violence (Nederlandse vertaling: Over geweld, Atlas, Amsterdam, 2004)
- 1971 – Walter Benjamin - Bertolt Brecht: zwei Essays
- 1976 – Die verborgene Tradition: acht Essays
- 1978 – The Jew as pariah - Jewish identity and politics in the modern age

Hannah Arendt - For love of the world van Elisabeth Young-Bruehl (1982) bevat
een zeer uitgebreide lijst van haar publicaties.

## Postuum
- 1978 – The Life of the Mind (Nederlandse vertaling: Het leven van de geest, vert. Dirk de Schutter en Remi Peeters, Utrecht, Ten Have, 2021)
- 1982 – Lectures on Kant's Political Philosophy (Nederlandse vertaling: Oordelen. Lezingen over Kants politieke filosofie, Uitgeverij Parrèsia, 1996)
- 2003 – Responsibility and Judgement (Nederlandse vertaling: Verantwoordelijkheid en oordeel, biografische schets: Hessel Daalder, voorwoord: Hans Achterhuis, Lemniscaat, Rotterdam, 2020, ISBN 9789047712411)
- 2005 – Het zionisme bij nader inzien (selectie essays uit The Jew as Pariah, NYC, '78), inleiding door Hella Rottenberg, Mets&Schilt, Amsterdam, 2005, ISBN 90 5330 430 4
- 2007 – The Jewish Writings. Uitg. Jerome Kohn and Ron H. Feldman. Schocken Books; 2008: Nederlandse vertaling Joodse Essays, Atlas Amsterdam.